# Incognegro
Incognegro è il primo album del rapper statunitense Ludacris, pubblicato nel 1999. La maggior parte delle tracce presenti in questo disco sono riprese nel successivo LP Back for the First Time pubblicato l'anno seguente.

## Tracce
1. Intro
2. U Got a Problem?
3. Game Got Switched
4. 1st and 10
5. It Wasn't Us
6. Come on Over (Skit)
7. Hood Stuck
8. Get Off Me
9. Mouthing Off
10. Midnight Train
11. Ho (Skit)
12. Ho
13. Tickets Sold Out (Skit)
14. Catch Up
15. What's Your Fantasy
16. Rock and a Hard Place